# Микольта, Андрес
Норман Андрес Микольта Арройо (исп. Norman Andrés Micolta Arroyo; род. 6 июля 1999, Эсмеральдас) — эквадорский футболист, защитник клуба «Пачука».

## Клубная карьера
Микольта — воспитанник клуба «Текнико Университарио». В 2020 году он подписал контракт с бразильским «Рио-Бранко». В 2022 году Микольта вернулся на родину, подписав контракт с «Эль Насьональ». 9 июня в поединке против «Манты» Андрес забил свой первый гол за новый клуб. По итогам дебютного сезона игрок помог клубу выйти в элиту. В матче против «Текнико Университарио» он дебютировал в эквадорской Примере. 16 февраля 2023 года в матче Кубка Либертадорес против боливийского «Насьональ Потоси» Миколта забил гол. 
В начале 2024 года Микольта перешёл в мексиканскую «Пачуку». 8 февраля в матче против «Леона» он дебютировал в мексиканской Примере. 24 апреля в поединке Лиги чемпионов КОНКАКАФ против столичной «Америки» Андрес забил свой первый гол за «Пачуку» и стал победителем турнира. 

## Достижения
Клубные
 «Пачука»
- Победитель Лиги чемпионов КОНКАКАФ — 2024